# ザ・ニュー・テリトリー
『ザ・ニュー・テリトリー』（The New Territory）は、ノルウェーのバンド、TNTが2007年に発表した10作目のスタジオ・アルバム。

## 解説
長年ボーカルを務めてきたトニー・ハーネルは、2006年4月に脱退を表明して同年6月30日のノルウェー公演を最後にバンドを脱退し、後任として元シャイのトニー・ミルズが迎えられた。
母国ノルウェーでは2007年第20週のアルバム・チャートで初登場11位となり、5週連続でトップ40入りした。『CDジャーナル』のミニ・レビューでは「ギターのロニーの張り切りぶりは素晴らしく、『ア・コンスティテューション』での分厚いギター・オーケストレーションは聴きもの」と評されている。

## 収録曲
特記なき楽曲はトニー・ミルズ、ロニー・ル・テクロ、ディーゼル・ダールの共作。
1. ア・コンスティテューション "A Constitution" - 4:15
2. サブスティテュート "Substitute" - 2:41
3. アー・ユー・ブラインド? "Are You Blind?" (Tony Mills, Ronni Le Tekrø, HP Gundersen) - 3:49
4. ゴールデン・オポテュニティ "Golden Opportunity" (T. Mills, R. L. Tekrø, HP Gundersen) - 3:28
5. サムシング・スペシャル "Something Special" (T. Mills, R. L. Tekrø, HP Gundersen) - 3:21
6. ナウ・ウィア・トーキン "Now We're Talkin'" (T. Mills, R. L. Tekrø) - 3:36
7. ワイルド・ライフ "Wild Life" - 3:06
8. ファウンテン・オヴ・ラヴ "Fountain of Love" (R. L. Tekrø) - 4:24
9. ジューン "June" (T. Mills, R. L. Tekrø) - 3:27
10. キャント・ゴー・オン・ウィズアウト "Can't Go On Without" (T. Mills, R. L. Tekrø, HP Gundersen) - 3:15
11. 2セカンズ・アウェイ "2 Seconds Away" - 3:19
12. マイルストーン・リヴァー "Milestone River" (R. L. Tekrø, Tony Caputo, Erland Hvalby, Jon Johannsen) - 4:51
13. レッツ・パーティ・ミルズ "Let's Party Mills" - 2:11

### 日本盤ボーナス・トラック
1. ドント・カム・トゥー・ニア "Don't Come Too Near" (R. L. Tekrø) - 5:21
2. ハーレー・ダヴィッドソン（ライヴ） "Harley Davidson (Live)" (Dag Ingebrigtsen, Gustav Alfheim) - 3:37

## 参加ミュージシャン
- トニー・ミルズ - ボーカル
- ロニー・ル・テクロ - ギター、バッキング・ボーカル
- ヴィクター・ボルグ - ベース、バッキング・ボーカル
- ディーゼル・ダール - ドラムス

アディショナル・ミュージシャン
- Mari Persen - ヴァイオリン
- Marianne Sveen - バッキング・ボーカル
- Sveinung Sundli & Stefan Brisland - フィドル(on #1)
- ダグ・ストッケ - ピアノ(on #9)
- Tony Capuso - キーボード(on #12)
- Jon Johannsen - アディショナル・ギター(on #12)